# Istituto Veneto di Scienze, Lettere ed Arti
Das Istituto Veneto di Scienze, Lettere ed Arti ist ein 1802 bzw. 1810 gegründetes und seit 1838 selbstständiges Forschungs- und Kulturinstitut in Venedig. Es bestehen zwei Klassen, nämlich die für Natur- und die für Geisteswissenschaften und Künste. 40 Mitglieder pro Klasse sind dabei Mitglieder im engeren Sinne (soci effettivi), 80 sind korrespondierende Mitglieder (soci corrispondenti), dazu kommen 25 Nichtitaliener.

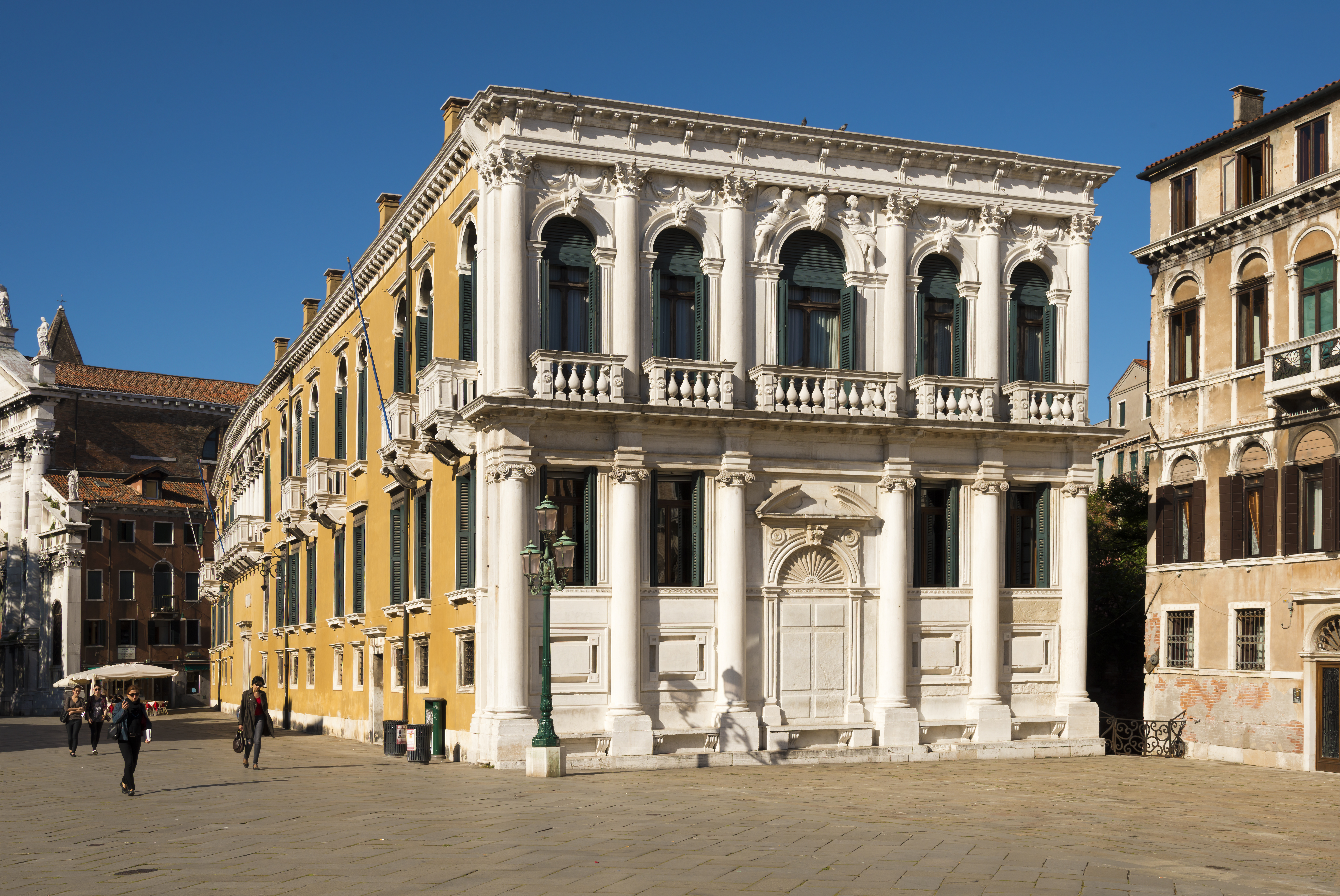
Der Palazzo Loredan, der ältere der beiden Sitze des Instituts, an der Westseite des Campo Santo Stefano

Die Leitung erfolgt durch einen Präsidentschaftsrat (Consiglio di Presidenza), der sich aus dem Präsidenten und einem Vizepräsidenten, einem Verwalter und zwei akademischen Sekretären zusammensetzt. Deren Wahl wird vom italienischen Kultusminister (Ministro per i Beni e le Attività culturali) bestätigt. Unterstützt werden die fünf führenden Köpfe von einem Sekretariat. Präsident ist seit 2009 Gian Antonio Danieli; Gherardo Ortalli ist der Segretario Accademico für die Geistes-, Andrea Rinaldo für die Naturwissenschaften. Seit Juni 2015 ist Gherardo Ortalli Präsident, Andrea Rinaldo Vizepräsident, Sekretär für die Scienze morali ist Francesco Bruni, für die Classe Scienze Fisiche, Matematiche e Naturali Cesare Montecucco. Seit Juli 2021 ist Andrea Rinaldo Präsident.

## Geschichte

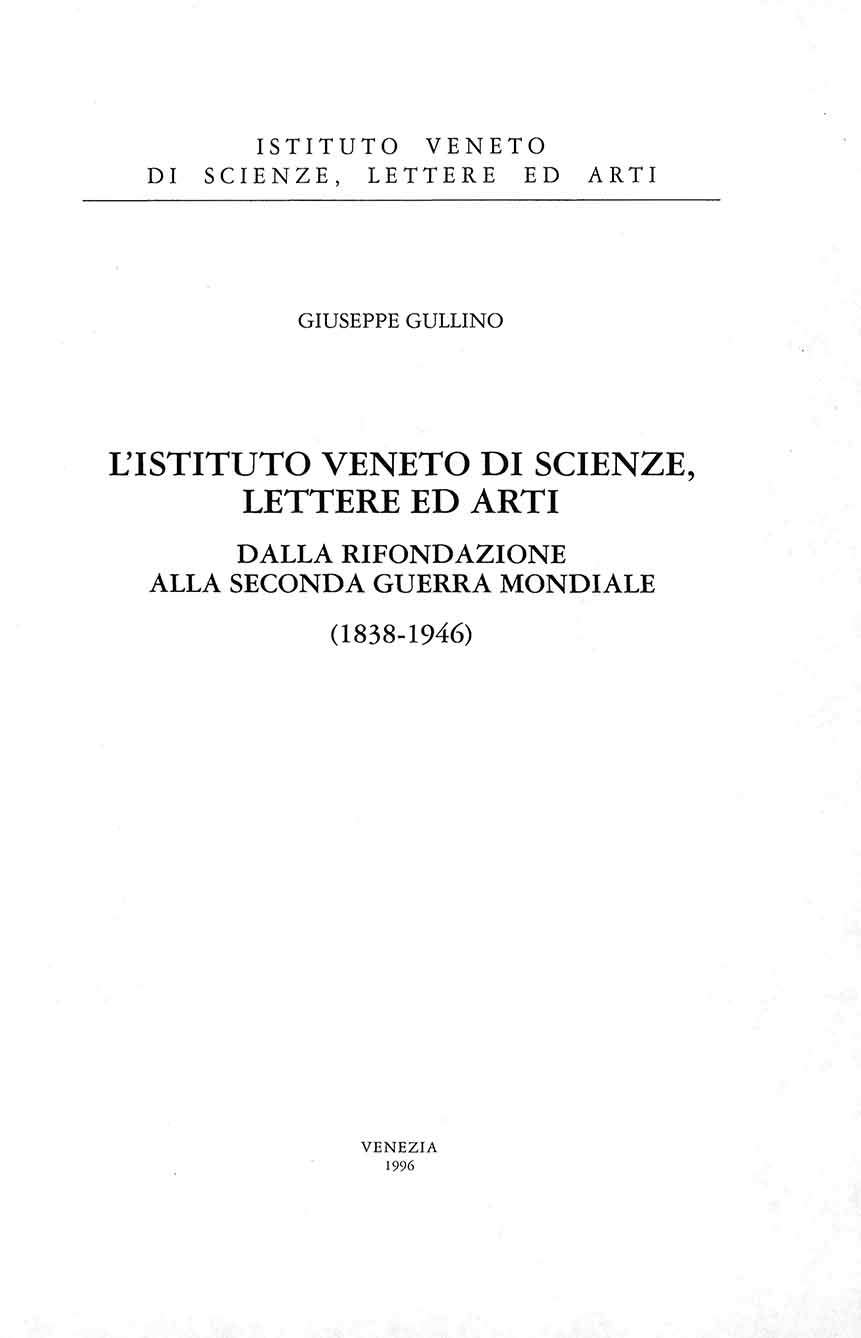
Istituto Veneto di Scienze, Lettere ed Arti, 1996

### Gründungsphase (ab 1797)
Die Gründungsinitiative des Instituts geht auf Napoleon zurück, der am 9. November 1797 dem Direktorium der Cisalpinischen Republik ein Dekret vorlegte, das im Artikel 297 die Einrichtung eines nationalen Instituts zur Sammlung der Entdeckungen und zur Vervollkommnung der Künste und der Wissenschaften verlangte. Sein Sitz sollte in Bologna sein.
Tatsächlich erfolgte die Gründung aber erst am 17. August 1802, nachdem aus der Cisalpinischen Republik die Italienische Republik hervorgegangen war. Seine Schwerpunkte waren die Physik, die Mathematik, die politischen und Geisteswissenschaften sowie die Schönen Künste. 1810 wurde das Institut allerdings nach Mailand verlegt und es erhielt nunmehr den Namen Reale Istituto di Scienze, Lettere ed Arti. Sektionen entstanden in Venedig, Bologna, Padua und Verona. Zur venezianischen Sektion gehörten 21 Männer, darunter Pietro Cossali, Stefano Andrea Renier, Antonio Canova, Ippolito Pindemonte und Angelo Zendrini.
Als infolge des Wiener Kongresses 1815 Oberitalien an das Kaisertum Österreich fiel, bestand die Einrichtung zwar weiterhin, doch die ausgeschiedenen oder verstorbenen Mitglieder durften nicht ersetzt werden.

### Selbstständigkeit (ab 1838)
Als Ferdinand I. in Mailand 1838 zum König von Lombardo-Venetien gekrönt wurde, verfügte er, dass das Institut geteilt werden sollte. So entstanden zwei Sitze, einer in Mailand, einer in Venedig. Damit wurden die beiden Institute selbstständig.

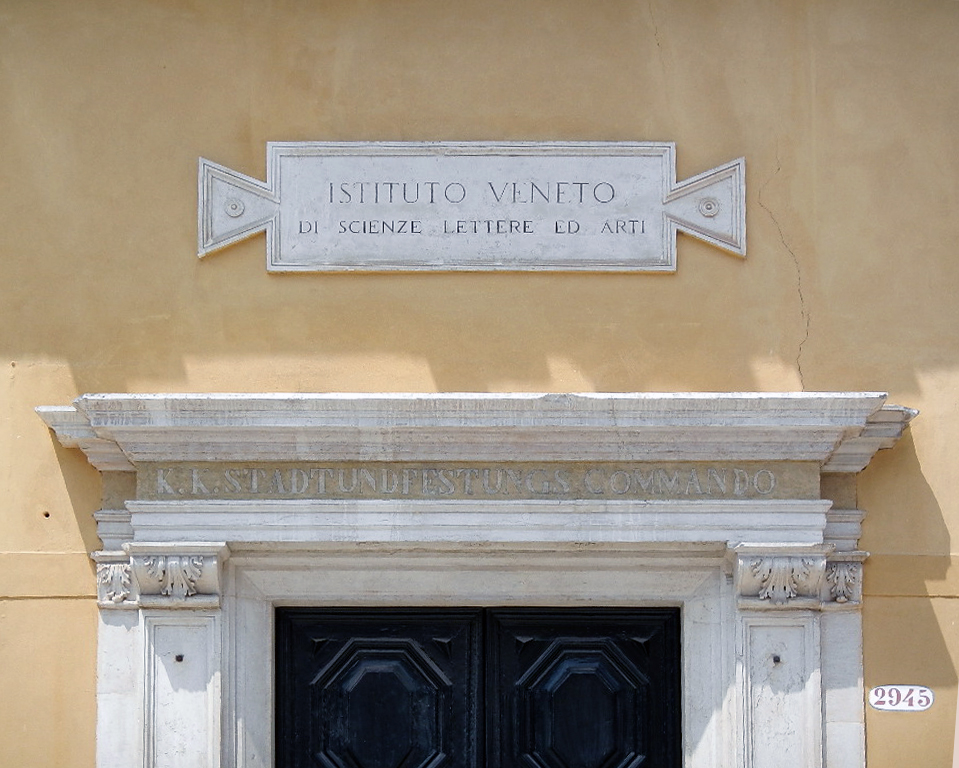
Der Sitz des Instituts war zeitweise Sitz des K.K. Stadt- und Festungskommandos der österreichischen Verwaltung

Jede der beiden Einrichtungen wurde mit jährlich 45.000 österreichischen Lire finanziert, einschließlich der Pensionen für die korrespondierenden Mitglieder, die im Ruhestand waren. Die aktuellen (effettivi) erhielten jährlich je 1.200 Lire. Dieses System bestand bis 1935.
Am 1. März 1840 kam es zur ersten Versammlung des Istituto Veneto, sein erster Präsident war Leonardo Manin. Die 20 Ehrenmitglieder und die 40 effettivi, von denen 20 Anspruch auf Pension hatten, versammelten sich im Dogenpalast, zu Feierstunden ging man in die Sala dei Pregadi, also dorthin, wo sich bis 1797 die Angehörigen des Senats (bis ins 16. Jahrhundert auch Rogadi oder Pregadi genannt) versammelten.

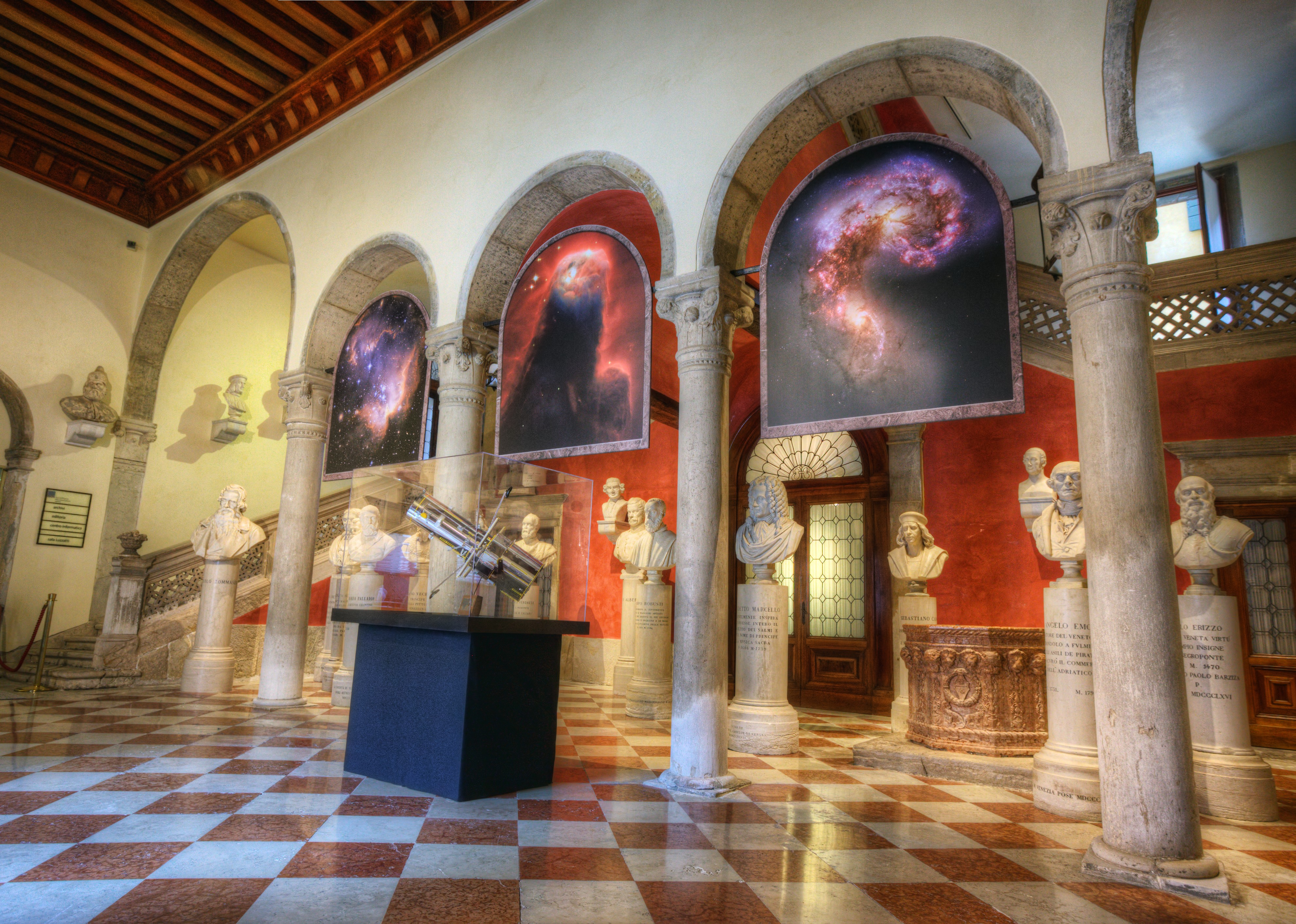
Ausstellung im Loredan-Palast, 2010

Mitglieder des Instituts besuchten 1839 erstmals eine der Versammlungen der italienischen Wissenschaftler in Pisa. 1847 fand der 9. Congresso degli scienziati italiani mit rund 1500 Teilnehmern in Venedig statt, in dem Institut, das nunmehr den Namen Imperial Regio Istituto Veneto trug. Das venezianische Institut beschloss, ein Pantheon der großen Italiener in Form von Skulpturen in Auftrag zu geben. Heute besteht dieses Werk aus mehr als 50 Skulpturen, die sich im Atrium des Palazzo Loredan a Santo Stefano, dem Sitz des Instituts befinden.
Zu den Mitgliedern der ersten Jahre zählten Angelo Zendrini, der sich mit der Lagune befasste, der Mathematiker Giusto Bellavitis, der Wasserbauingenieur Pietro Paleocapa, der neoklassizistische Architekt Giuseppe Jappelli, schließlich Emmanuele Cicogna, der romantische Dichter Luigi Carrer sowie Nicolò Tommaseo.

### Revolution, Anschluss an Italien
1848 stellten sich die Mitglieder auf die Seite des aufständischen Venedig unter Führung von Daniele Manin. Viele Mitglieder mussten nach der Rückkehr der Österreicher die Stadt verlassen.
1856 schrieb das Institut einen Wettbewerb aus, um darzulegen, welche ökonomischen Folgen der Bau des Suezkanals für Venedig haben würde. Sieger war Fedele Lampertico, der spätere Senator des italienischen Königreichs, der viermal Präsident des Instituts wurde.
Mit der Übernahme Venedigs durch Italien im Jahr 1866 wurden kulturelle Aktivitäten stark gefördert. Am 21. Februar 1892 zog das Institut an seinen neuen Sitz im Palazzo Loredan am Campo Santo Stefano um. Zudem förderten viele seiner Mitglieder das Haus mit ideellen und finanziellen Mitteln, vor allem Angelo Minich. Weitreichende wissenschaftliche Untersuchungen, etwa zur Lagune oder über Kreta erfolgten, die Kontakte zu anderen wissenschaftlichen Gesellschaften wurden intensiviert und die Bibliothek ausgebaut.

### Erster Weltkrieg, Niedergang unter den Faschisten
Während des Ersten Weltkriegs und unter den Faschisten, die eher zentrale Institute wie in Rom förderten, war das Haus nur wenig aktiv. Sein Präsident Angelo Messedaglia leistete Widerstand gegen die italienischen Rassengesetze von 1938 (leggi razziali) und wurde aus dem Senat und jedem öffentlichen Amt entfernt. Das Institut wurde zunehmend marginalisiert. Zudem beanspruchte die Republik von Salò einen großen Teil der Räumlichkeiten für eigene Ämter. Dabei gingen erhebliche Teile der über ein Jahrhundert gesammelten Bestände verloren. Nach dem Ende der Diktatur entfiel der Namensteil „Reale“ (Königlich).

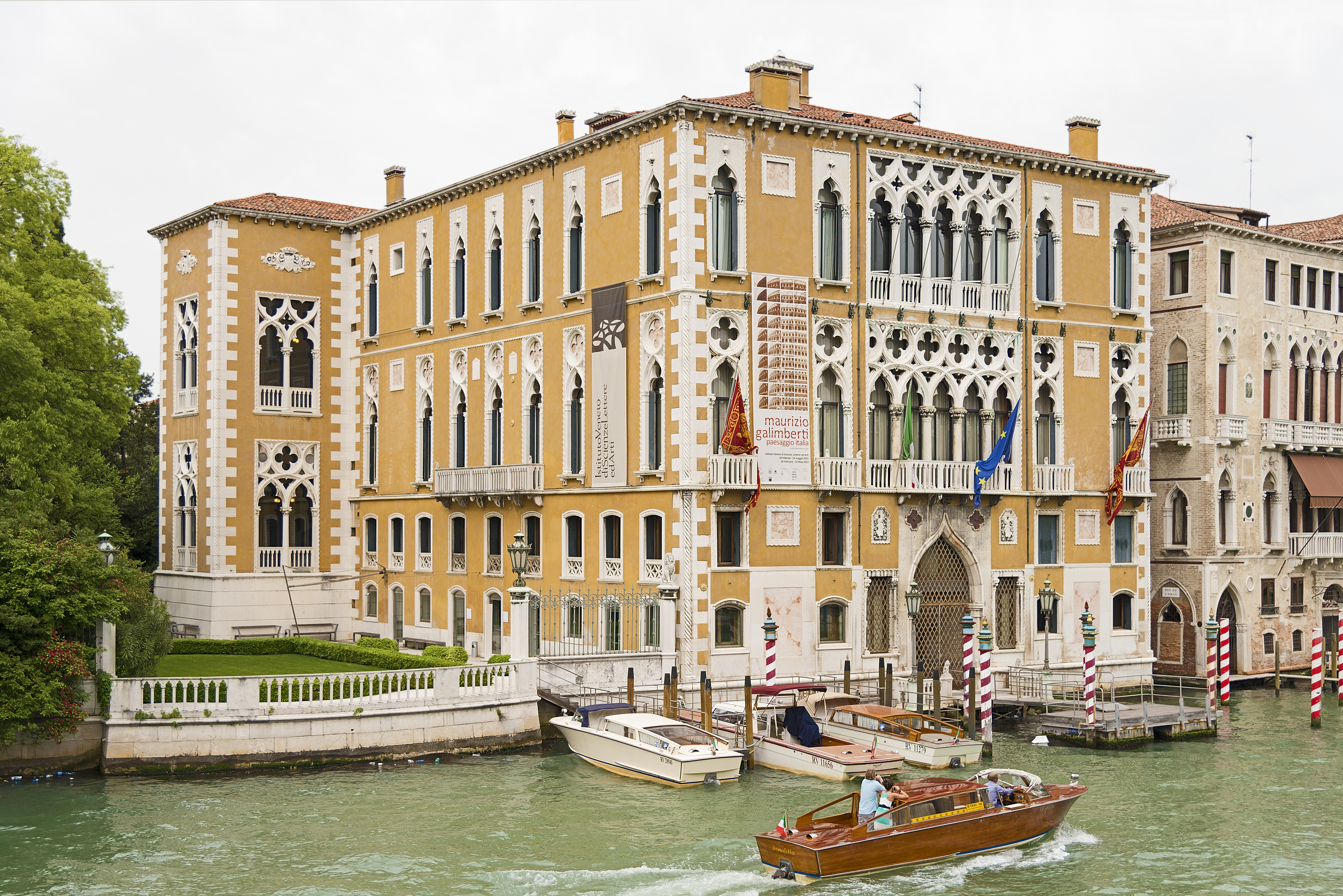
Der 1999 erworbene Palazzo Cavalli-Franchetti

### Neuetablierung, Expansion
Nach dem Krieg musste sich die Einrichtung vor allem im neuen Beziehungsgeflecht der Universitäten und Forschungseinrichtungen neu positionieren. Insgesamt gelang es, der Provinzialisierung zu entgehen und zahlreiche Kontakte zu entwickeln und wieder anzuknüpfen. Dabei kamen gewaltige materielle Aufwendungen auf die Mitglieder zu, denn der Sitz des Instituts musste komplett restauriert werden. Dies geschah von 1979 bis 1985. 1999 erwarb das Istituto Veneto den Palazzo Franchetti, einen beeindruckenden Palast am Canal Grande, zwischen dem Südende des Campo Santo Stefano und dem Canal Grande, nur wenig entfernt vom Sitz des Hauses und des Ponte dell’Accademia.

## Ausstellungen
- 2012: Ineffabile Perfezione. La Fotografia del Giappone 1860–1910, Katalog.[3]